# خودکار ژله‌ای

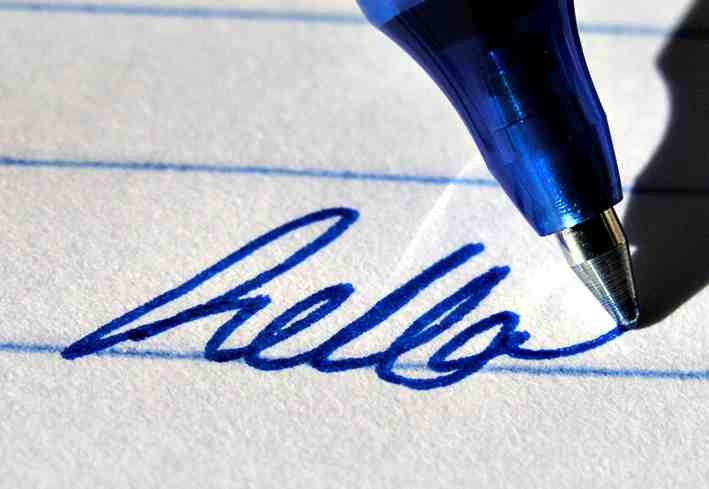
خودکار ژله‌ای

خودکار ژله‌ای یک خودکار روان‌نویس است که از جوهر استفاده می‌کند و در آن رنگدانه در یک ژل با پایه آب معلق است. از آنجا که جوهر مات است، در سطوح نرم نسبت به جوهرهای معمولی بیشتر استفاده شده و مانند خودکارهای گلوله‌ای یا ماژیک به طور نمایان خود را نشان می‌دهد. از خودکارهای ژله‌ای می‌توان برای انواع گوناگون نوشتاری و تصویرسازی استفاده کرد.
طرح کلی یک خودکار ژله‌ای مانند یک خودکار معمولی است که دارای یک نوک گرد برای نوشتن و یک درپوش و یک مخزن پر از جوهر است. اندازه نوک قلم از ۰٫۱۸ میلیمتر (۰٫۰۰۷۱ اینچ) تا ۱٫۵ میلیمتر (۰٫۰۵۹ اینچ) متغیر است.